# ラムトンのワーム

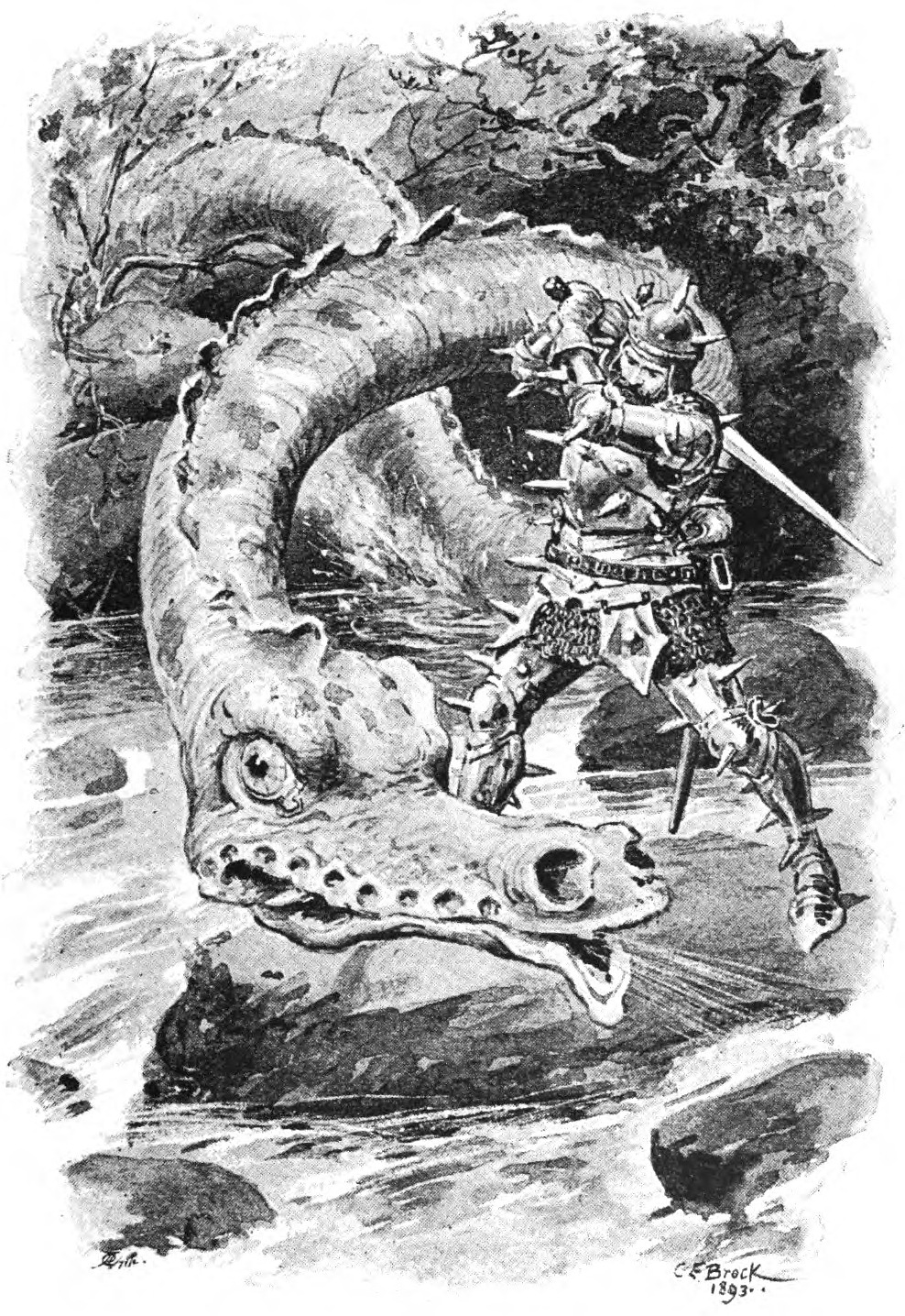
ラムトンのワーム

ラムトンのワーム（Lambton Worm）は、イギリスの竜伝承である。AT分類300（竜退治説話類型）に属する。この伝承はワームの伝承を代表する有名なものの一つである。なお、この伝承を元にしたオペラも制作され、映画化もされた。

## 伝承

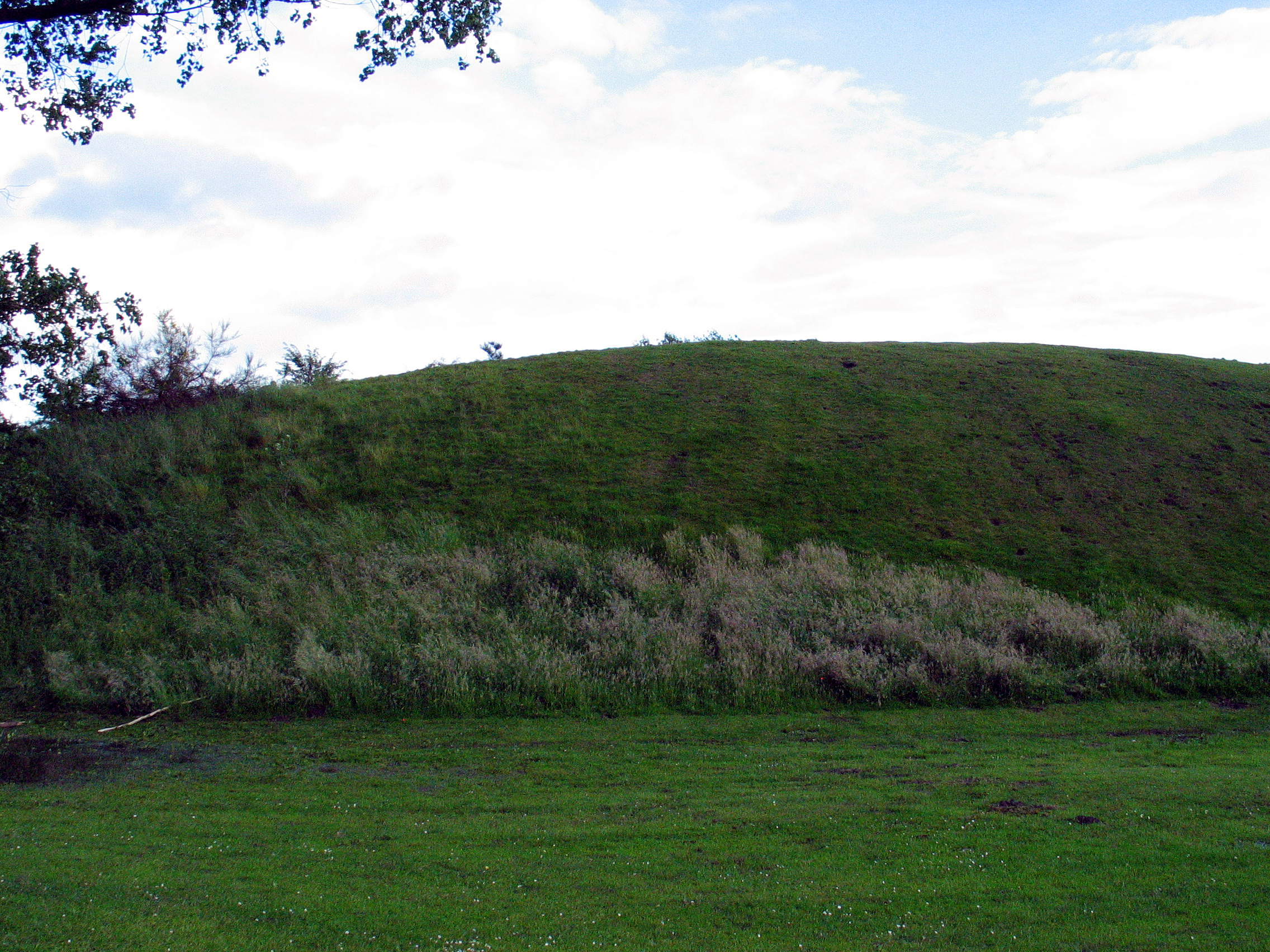
Worm Hill（ワームヒル）。ワシントン村

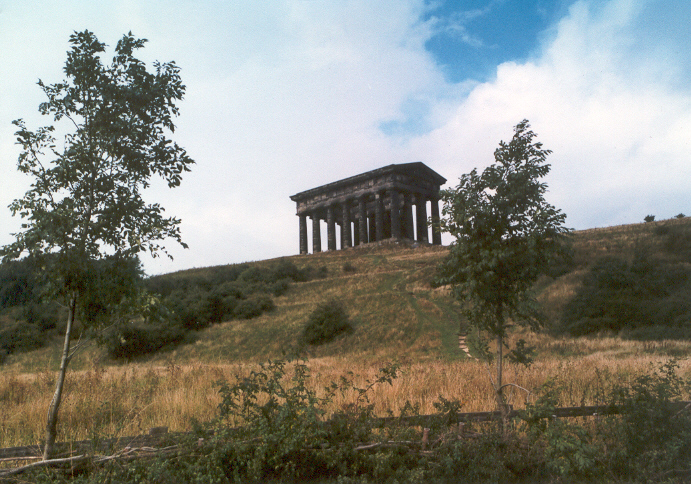
ペンシャー・モニュメント、ヘリントンカントリーパーク内

ラムトン (Lambton) 家の跡取りは、日曜日もミサに行かず安息日を守らず釣りばかりしていた。ある日ウィア川で、口の両側に9つの孔があるワームを釣ってしまった。見知らぬ老人が通りかかり、それを川に戻さないようにと忠言したが、跡取りは恐ろしさのあまり近くの井戸にワームを投げ捨ててしまった。その井戸はワームウェル（竜の井戸）と呼ばれるようになった。
ワームは成長し、井戸に入りきらないほど大きくなると、丘に出て家畜を貪り食った。そこは今でもワームヒル（ワームの丘）と言われている。この状況を見た跡取りは、責任を感じ、自分の今までの行いの贖罪のため、聖地の巡礼に出た。その間にもワームは成長し、とうとう人々に牛9頭分のミルクを要求するようになった。要求が叶えられないと暴れるこのワームを殺すためさまざまな方法を試みたがことごとく失敗した。
7年後に跡取りが旅から戻ると、故郷はワームによってさらに荒れ果てていた。そこで跡取りはブルージーフォードの賢女に助言を求めた。賢女は「鍛冶屋に、槍の先を埋め込んだ鎧を作ってもらい、ウィア川のワームズロック（ワームの岩）で迎え撃つように」と言った。また、受けた傷はすぐに修復してしまうワームなので、賢女はワーム退治の極意も教えた。しかし、教える代償として賢女は「ワームを倒した後、自分の屋敷に帰った時に最初に出迎えた人を必ず殺す」事を要求した。しかも「誓いを破ればラムトン家の者は9代の間ベッドの上で死ぬことはできない」という。跡取りはこの件を了承して賢女に誓いを立てた上でワーム退治の極意を教わり、死闘の末にウィア川でワームを退治した。
戦いを終えた跡取りは、合図のラッパを3度吹いた。ラッパは「退治成功」という意味であると同時に、跡取りの猟犬ボリスを解き放つ合図でもあった。しかし、跡取りの無事を喜ぶあまり、館の一同は猟犬を解き放つのを忘れた。館に帰ってきた跡取りを真っ先に迎えたのは父だった。父を殺すわけにはいかず、跡取りはラッパをもう1度鳴らし、解き放たれて駆け寄ってきた猟犬を殺したが、すでに誓いは破られた。以後9代にわたって、ランプトン家の者はベッドの上で死ぬことが出来なかったという。
こんにち、ワーム・ヒルはウィア川に近いノース・ピディックにある。また、ワームの育った井戸が復元されている。

## 本伝承が元になった作品

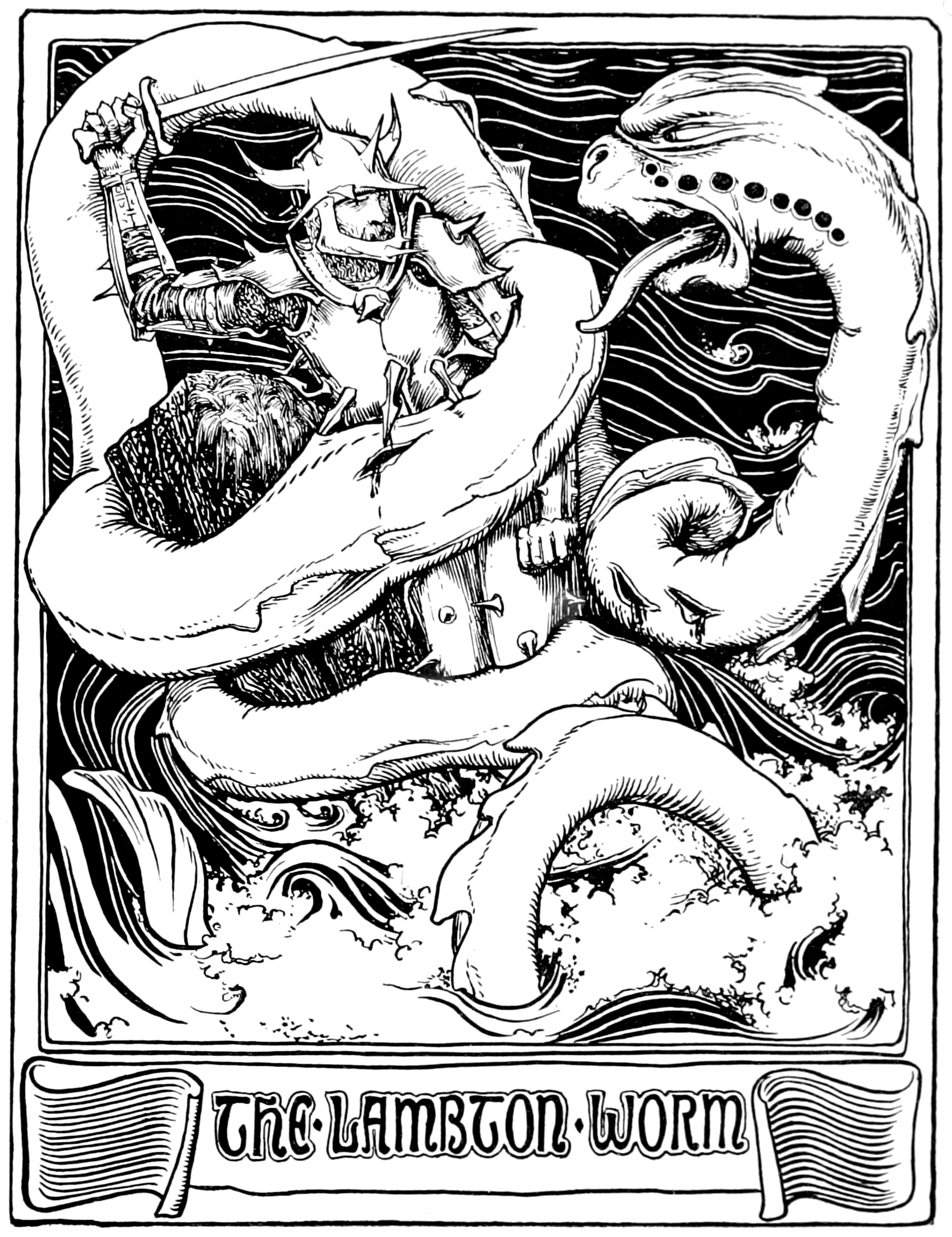
『続イギリス昔話集』より、ジョン・ディクソン・バッテンの挿画。

- "The Lambton Worm" （1867年、C M Leumane作詞作曲）
- "The Lair of the White Worm" （1911年、ブラム・ストーカー著、小説）
- "The Lambton Worm" （1978年、オペラ)
- "The Lair of the White Worm " （1988年、映画）
- "The Fire Worm" （1988年、小説）
- "Alice in Sunderland" （2007年、Bryan Talbot著、グラフィックノベル）